# Alchemilla dombaica
Alchemilla dombaica es una especie de planta del género Alchemilla, perteneciente a la familia Rosaceae.

## Taxonomía
Alchemilla dombaica fue descrita por Serguéi Yuzepchuk en 1967.

## Distribución
Se encuentra en el territorio del Cáucaso septentrional.